# Adhesió
|  | Per a altres significats, vegeu «adhesió cel·lular». |

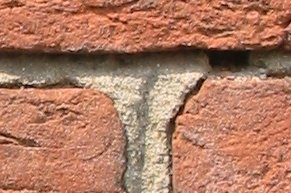
El morter utilitzat per mantenir junts els maons és un exemple de l'adhesió.

L'adhesió és la propietat de la matèria per la qual s'uneixen dues superfícies de substàncies iguals o diferents quan entren en contacte, i es mantenen juntes per forces intermoleculars. L'adhesió ha tingut un paper important en molts aspectes de les tècniques de construcció tradicionals. L'adhesió del maó amb el morter (ciment) és un exemple clar.
La cohesió és diferent de l'adhesió. La cohesió és la força d'atracció entre partícules adjacents dins d'un mateix cos, mentre que l'adhesió és la interacció entre les superfícies de diferents cossos. En els gasos la força de cohesió pot observar en la seva liqüefacció que té lloc en comprimir una sèrie de molècules si produeix forces d'atracció prou altes per produir una estructura líquida. En els líquids, la cohesió es reflecteix en la tensió superficial causada per una força no equilibrada cap a l'interior del líquid que actua sobre les molècules superficials i també en la transformació d'un líquid en sòlid quan es comprimeixen les molècules encara més.

## Mecanismes d'adhesió

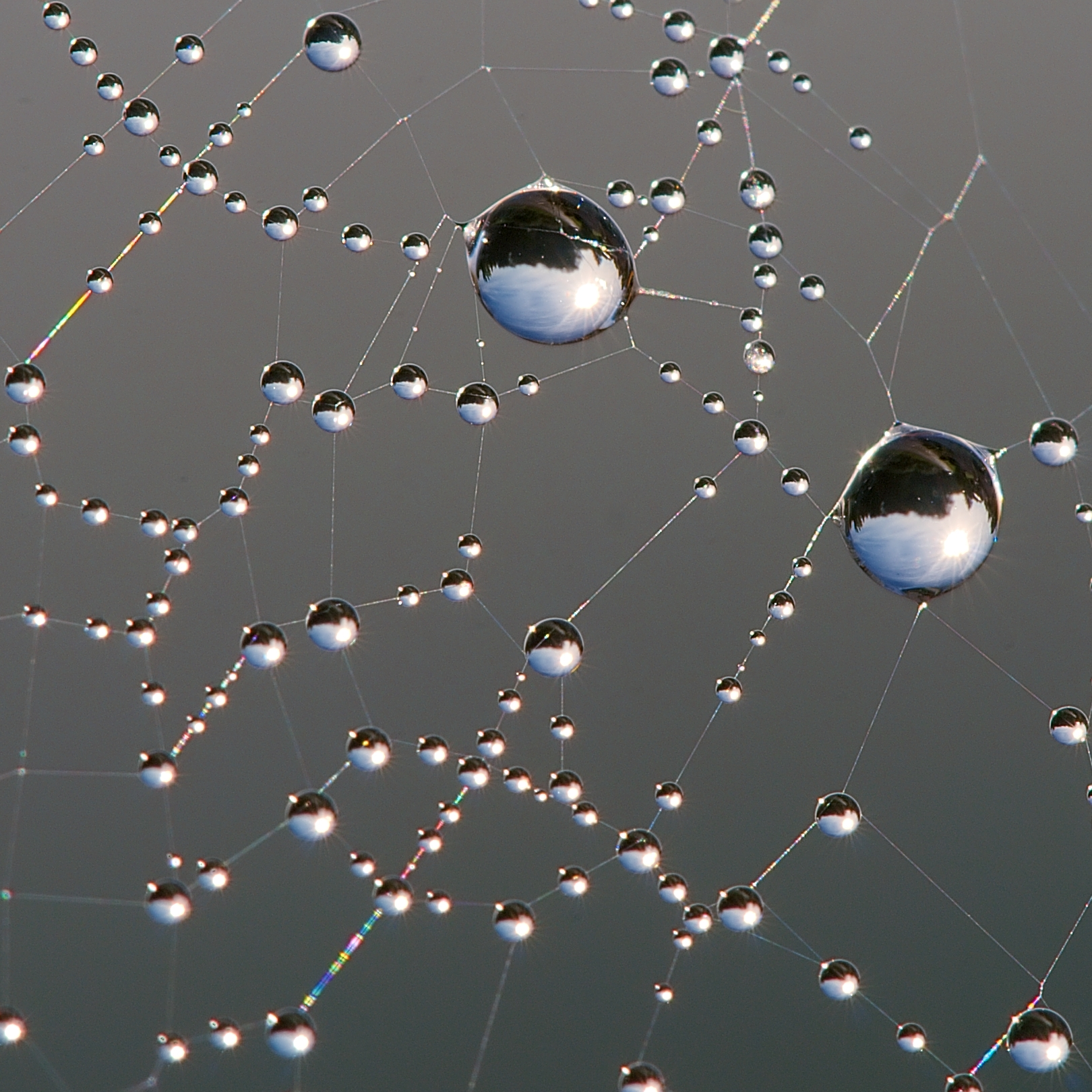
Unes gotes d'aigua adherint a una teranyina

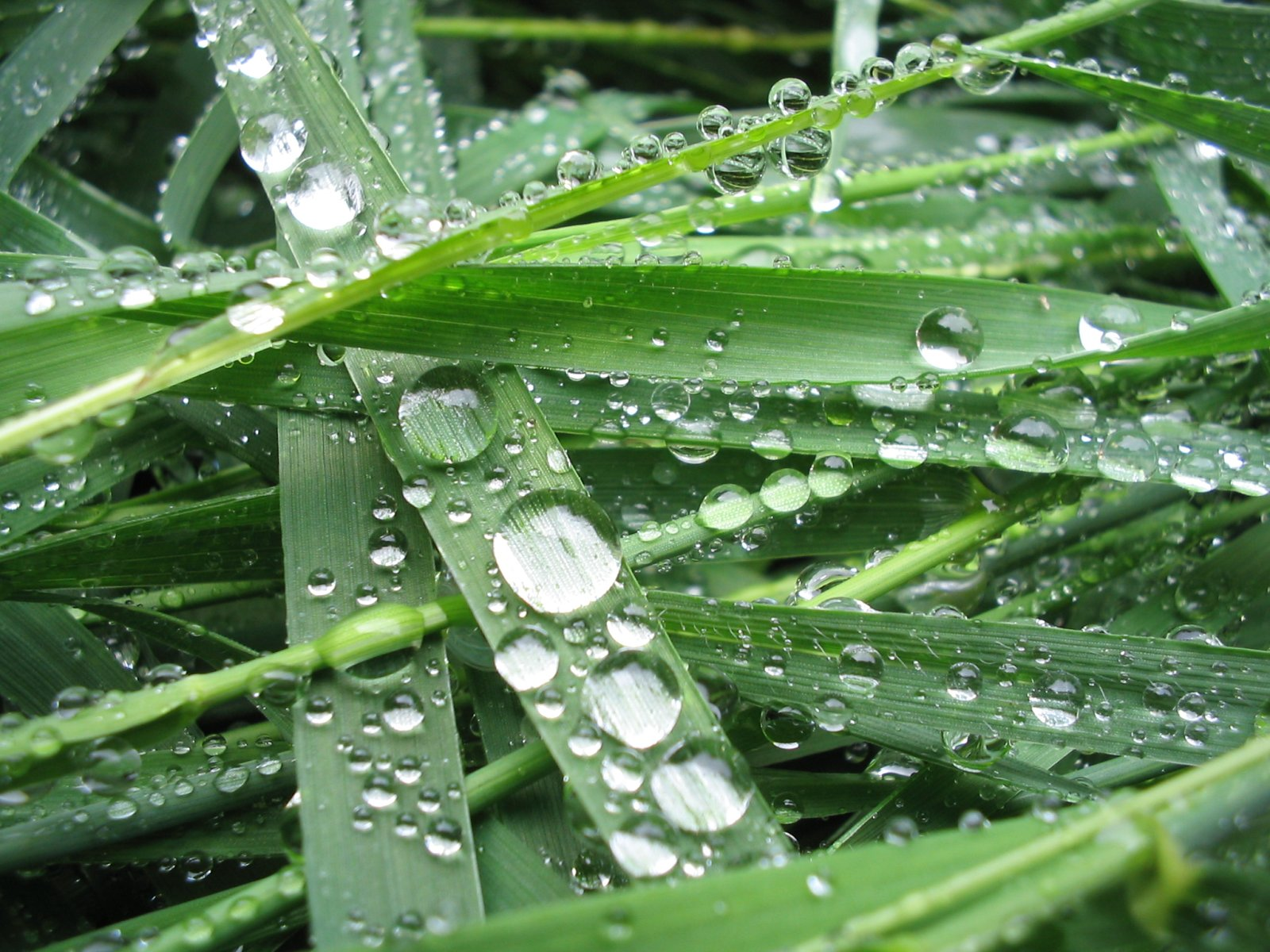
La cohesió és la causa que l'aigua formi gotes, la tensió superficial fa que es mantinguin esf}erica i l'adhesió la manté al seu lloc.

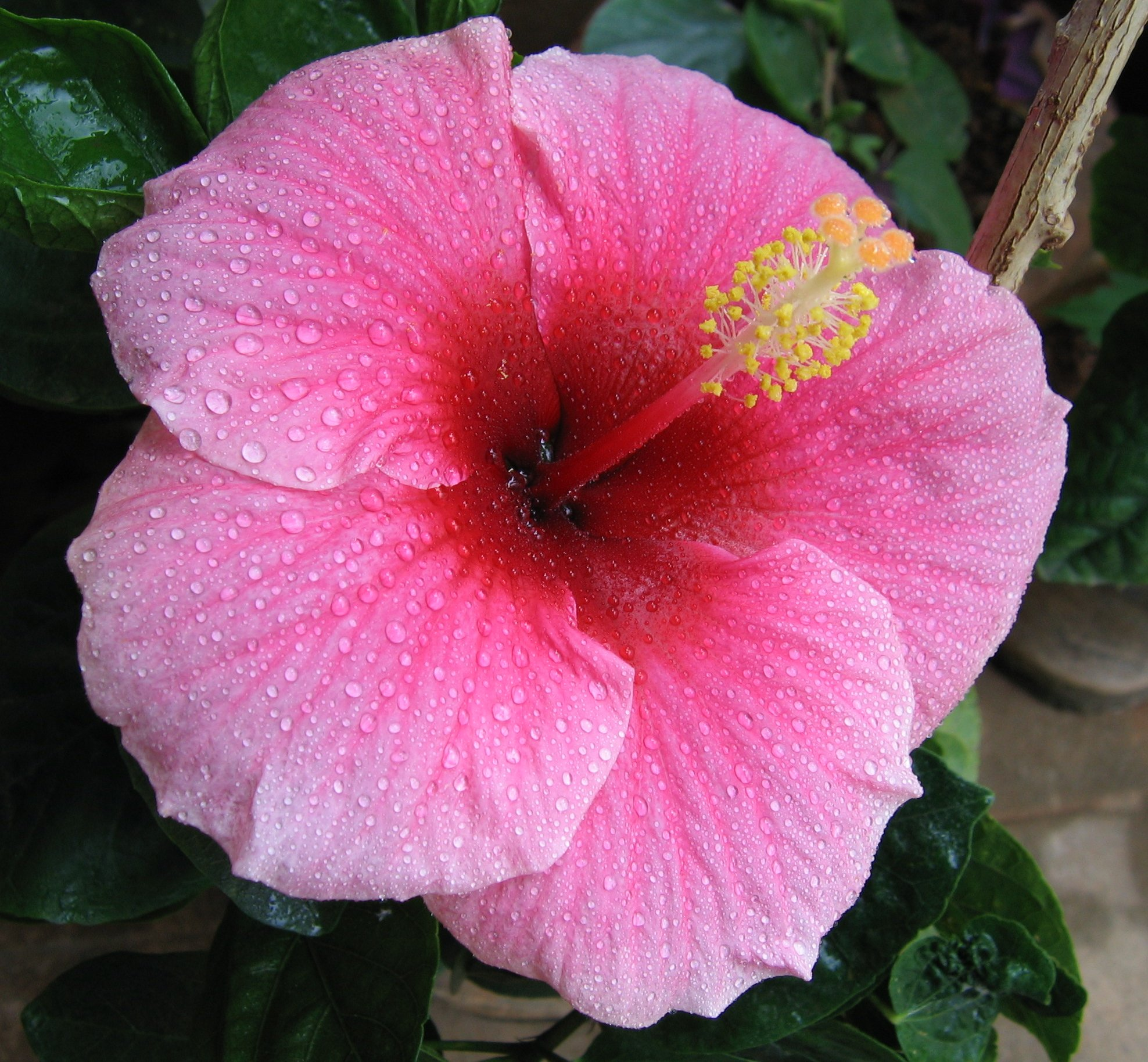
Les gotes d'aigua són més planes sobre la flor dHibiscus, ja que tenen millor adhesió.

Cinc mecanismes han estat proposats per explicar perquè un material s'adhereix a un altre.

### Adhesió mecànica
Els materials adhesius omplen els forats o porus de les superfícies mantenint les superfícies unides per enclavament. Hi ha formes a gran escala de costura, altres vegades a mitja escala com el velcro i alguns adhesius tèxtils que funcionen a escales petites. És un mètode similar a la tensió superficial

### Adhesió química
Dos materials poden formar un compost químic en unir. Les unions més fortes es produeixen entre àtoms on hi ha permutació (enllaç iònic) o es comparteixen electrons (enllaç covalent). Un enllaç més feble es produeix quan un àtom d'hidrogen que ja forma part d'una partícula es veu atreta per una altra de nitrogen, oxigen o fluor, en aquest cas parlaríem d'un pont d'hidrogen….

### Adhesió dispersiva
A l'adhesió dispersiva, dos materials es mantenen units per les forces de van der Waals: l'atracció entre dues molècules, cadascuna de les quals té regions de càrrega positiva i negativa. En aquest cas, cada molècula té una regió de major càrrega positiva o negativa que s'uneix a la següent de càrrega contrària. Aquest efecte pot ser una propietat permanent o temporal a causa del moviment continu dels electrons en una regió.
A la ciència de superfícies el terme "adhesió" sempre fa referència a una adhesió dispersiva. En un sistema sòlid-líquid-gas normal (com una gota d'un líquid sobre una superfície envoltada d'aire) a l'angle de contacte es fa servir per quantificar l'adhesivitat. En els casos on l'angle de contacte és baix l'adhesió és molt present. Això es deu al fet que una major superfície entre el líquid i el sòlid comporta una energia superficial més gran.

### Adhesió electroestàtica
Alguns materials conductors deixen passar electrons formant una diferència de potencial en unir. Això dona com a resultat una estructura similar a un condensador i crea una força electroestàtica atractiva entre materials.

### Adhesió difusiva
Alguns materials poden ser capaços d'unir-se per mitjà de difusió. Això pot passar quan les molècules d'ambdós materials són mòbils i solubles entre si. Això pot ser particularment efectiu amb cadenes de polímers on el final de les molècules es difonen en l'altre material. Aquest procés també ocorre en sinterització quan es barregen els pols de diverses ceràmiques o metalls i es fonen aquests queden barrejats perfectament per aquest mètode.